# 欧真志
欧真志（1954年—），广东遂溪人，汉族，中华人民共和国政治人物、第十一届全国人民代表大会广东地区代表。
毕业于广东省省委党校科学社会主义专业，是中共党员。歷任广东省人力资源和社会保障厅厅长、中共廣東省委組織部常務副部長等職。2008年起担任全国人大代表。